# Lohals
Lohals is een plaats in de Deense regio Zuid-Denemarken, gemeente Langeland en telt 446 inwoners (2020). Zomers vaart vanuit het dorp een fietsveer naar Lundeborg op het eiland Funen.